# 2898 Neuvo
2898 Neuvo eller 1938 DN är en asteroid i huvudbältet som upptäcktes den 20 februari 1938 av den finske astronomen Yrjö Väisälä vid Storheikkilä observatorium. Den är uppkallad efter Yrjö Neuvo, barnbarn till upptäckaren.
Asteroiden har en diameter på ungefär 5 kilometer.